# برخان خلدون
برخان خلدون (بالسريلية: Бурхан Халдун)، هو جبل من سلسلة جبال خنتي، الواقعة شمال منغوليا، حيث يعتقد أنه مسقط رأس جنكيز خان الذي دفن فيه.

## أعلام
- سوبوتاي
- مونكو خان
- بركة خان
- قوبلاي خان